# Église Notre-Dame-de-l'Assomption de Beynac
L'église Notre-Dame-de-l'Assomption de Beynac est une ancienne église seigneuriale du département de la Dordogne située sur la commune de Beynac-et-Cazenac.
Elle fait l'objet d'une protection au titre des monuments historiques.

## Situation
L'église Notre-Dame-de-l'Assomption se situe en Périgord noir, au sud-est du département de la Dordogne, dans le village de Beynac, en haut du rocher dominant la vallée de la Dordogne.

## Histoire et architecture
Chapelle castrale romane à l'origine, l'édifice a été bâti au XIIe siècle à l'intérieur de la première enceinte du château de Beynac. Sur un plan rectangulaire de base datant des XIIe et XIIIe siècles, deux chapelles ont été ajoutées aux XVIe et XVIIe siècles.
L'édifice est classé au titre des monuments historiques depuis le 31 octobre 1912.
L'église, couverte de lauzes, est orientée selon l'axe traditionnel est-ouest. À l'ouest, un clocher-mur à cinq baies campanaires surplombe le portail à trois voussures, orné de modillons. La nef à trois travées, les deux chapelles et le chœur sont de style gothique avec des croisées d'ogives ornées de clés de voûte peintes ou sculptées et reposant sur des culs-de-lampe. L'édifice se termine par un chevet plat.

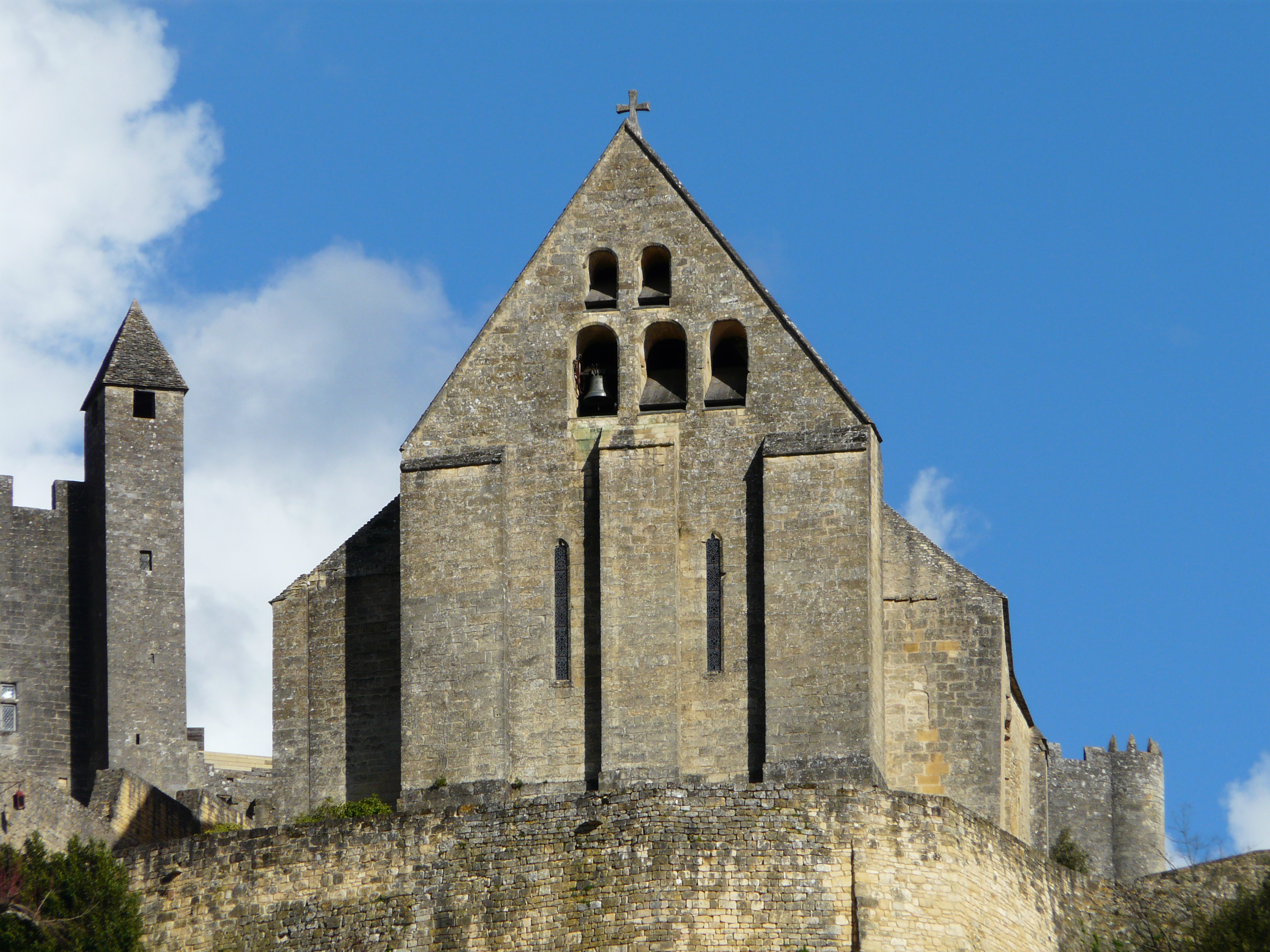
Le clocher-mur.
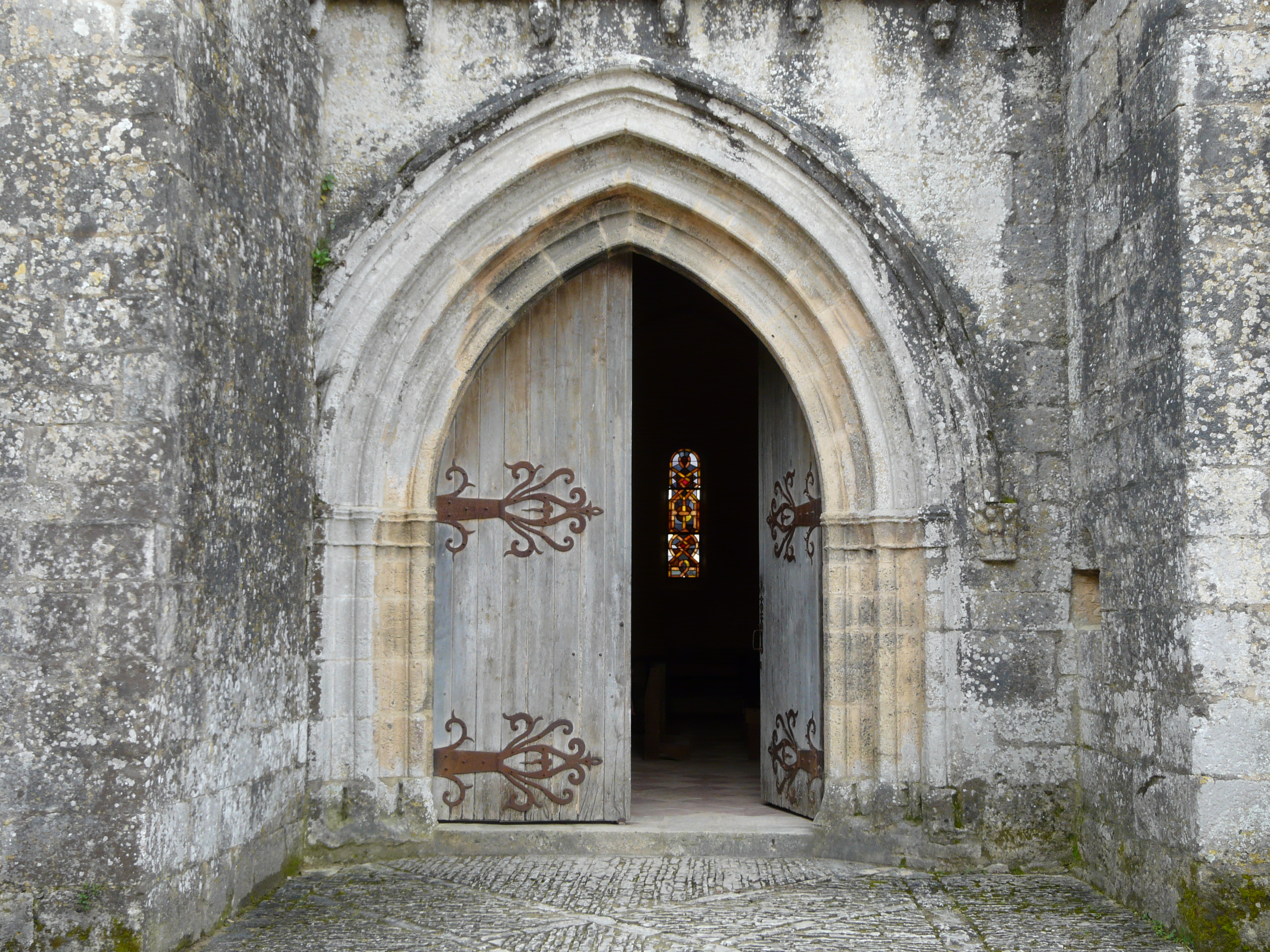
Le portail.
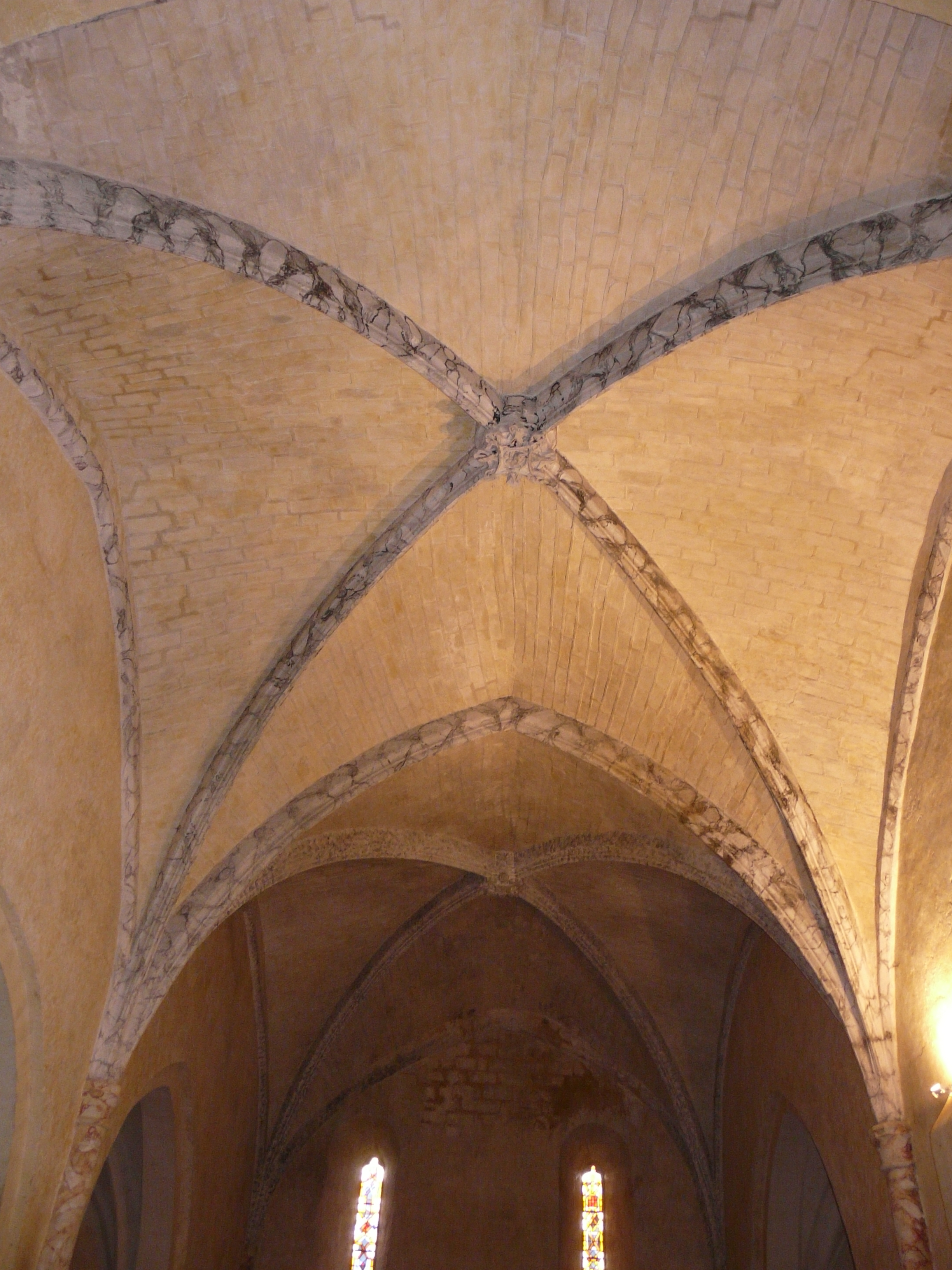
Croisées d'ogives de la nef.
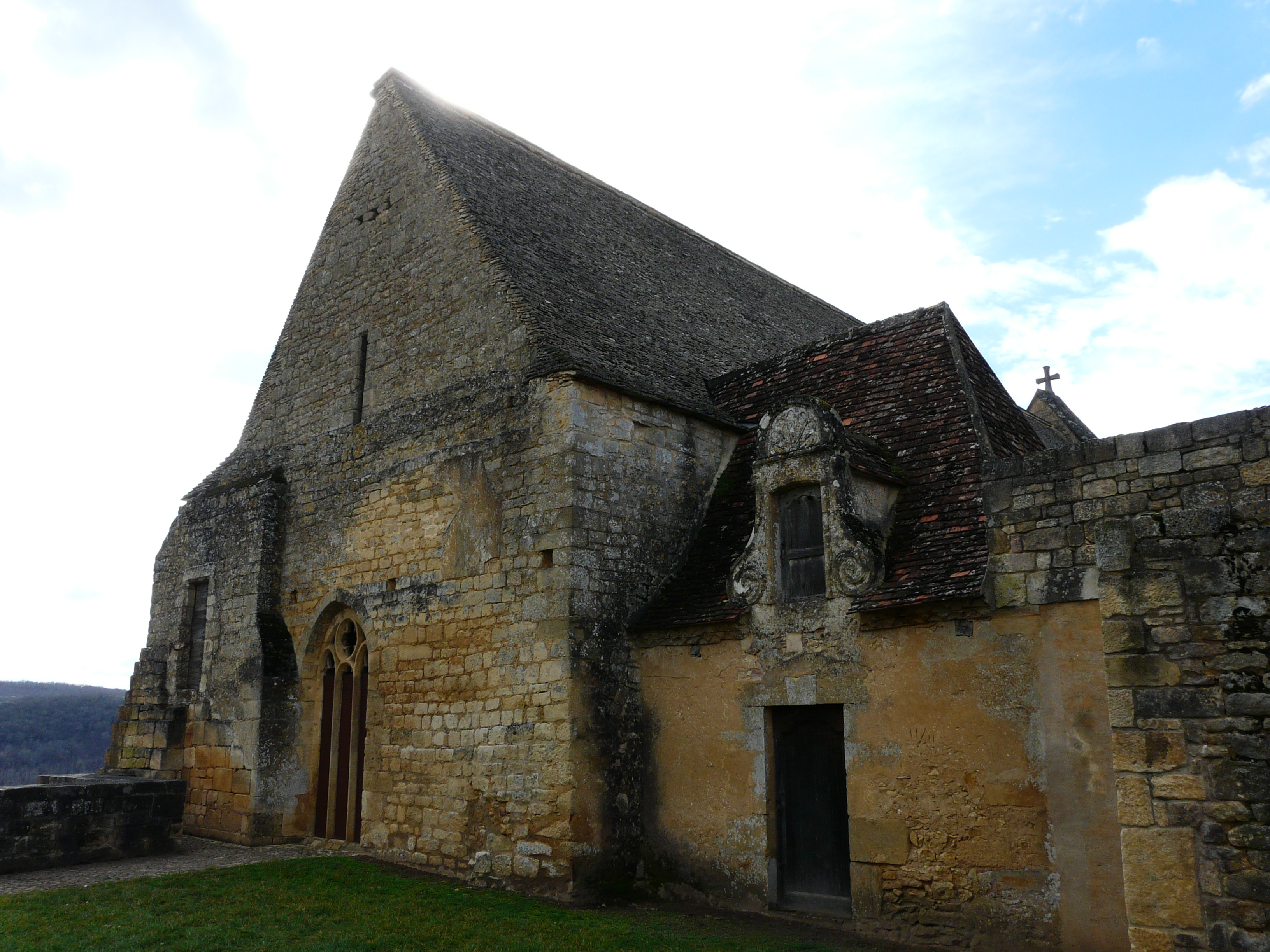
Le chevet plat.

## Mobilier
L'église recèle une chaire du XVIIe siècle ainsi qu'un monumental retable de la même époque, classé au titre des monuments historiques. Mesurant 6,5 mètres de large sur 5 de haut, le retable en bois présente deux statues de saint Jean-Baptiste et saint Paul et expose en son centre une peinture représentant l'Assomption réalisée par François Joseph Vaincque en 1715, d'après une œuvre de Rubens.
Datant du XVIIIe siècle, le tabernacle en bois doré est lui aussi  classé au titre des monuments historiques.

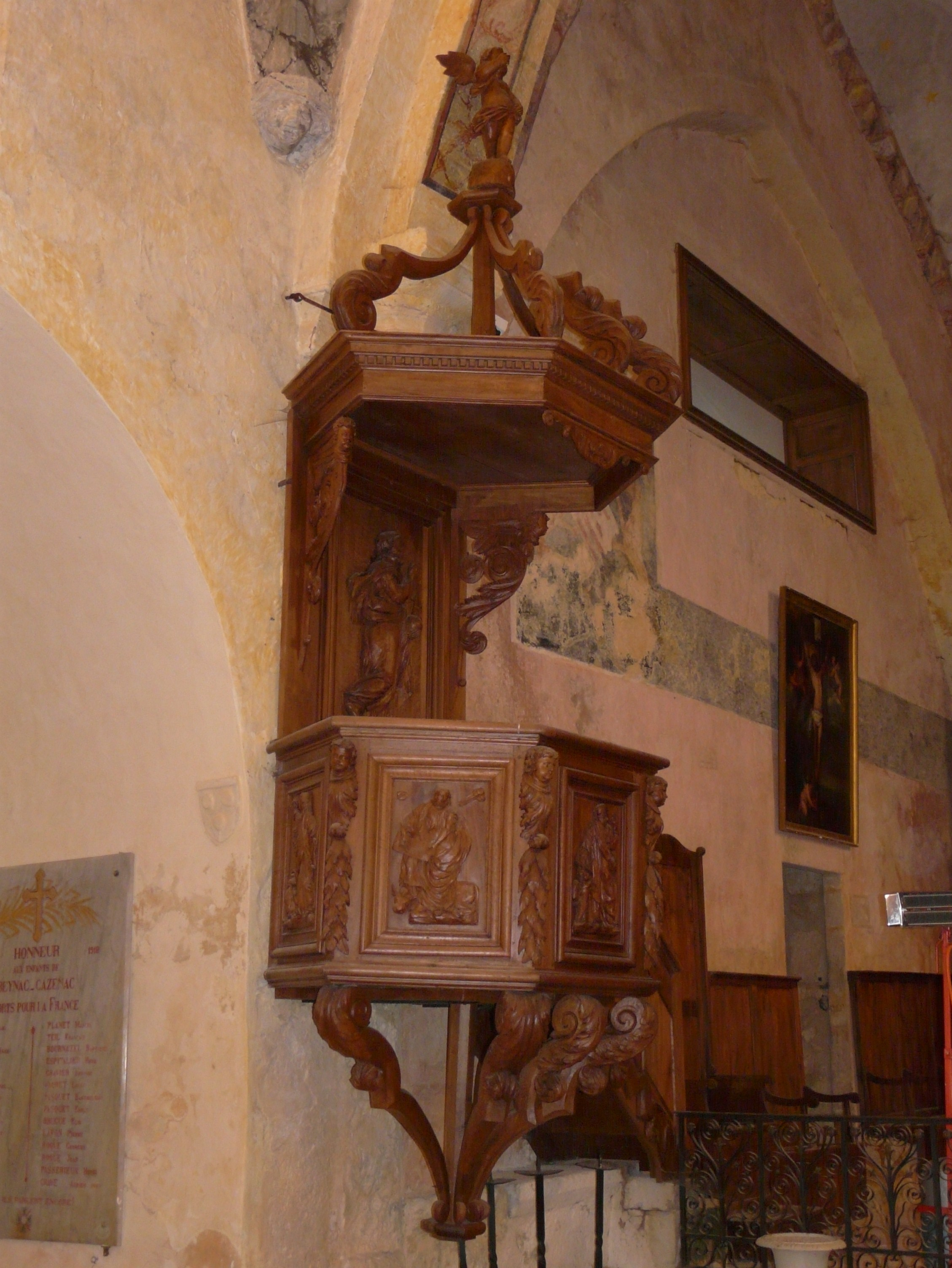
La chaire.
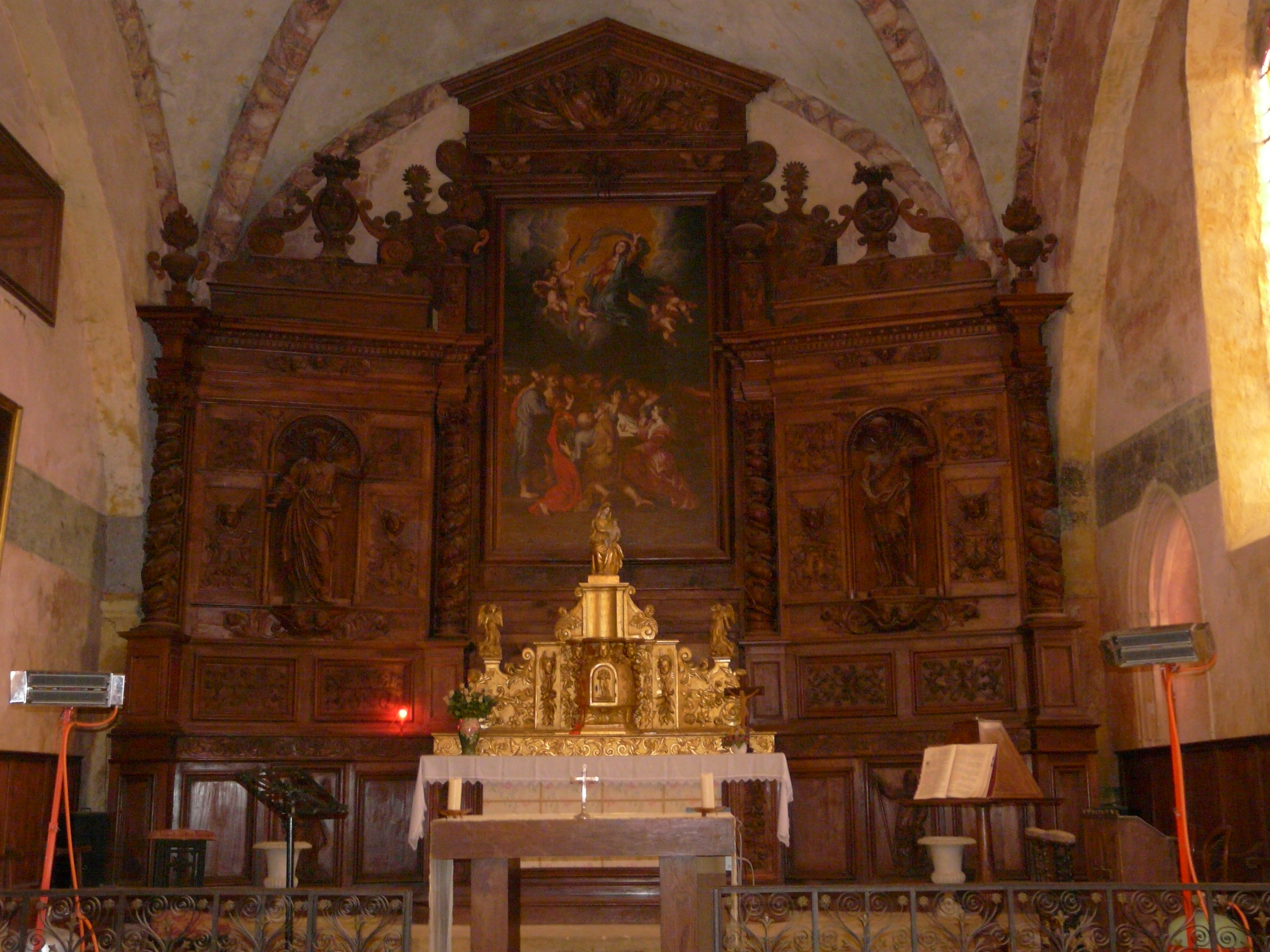
Le chœur et le retable.
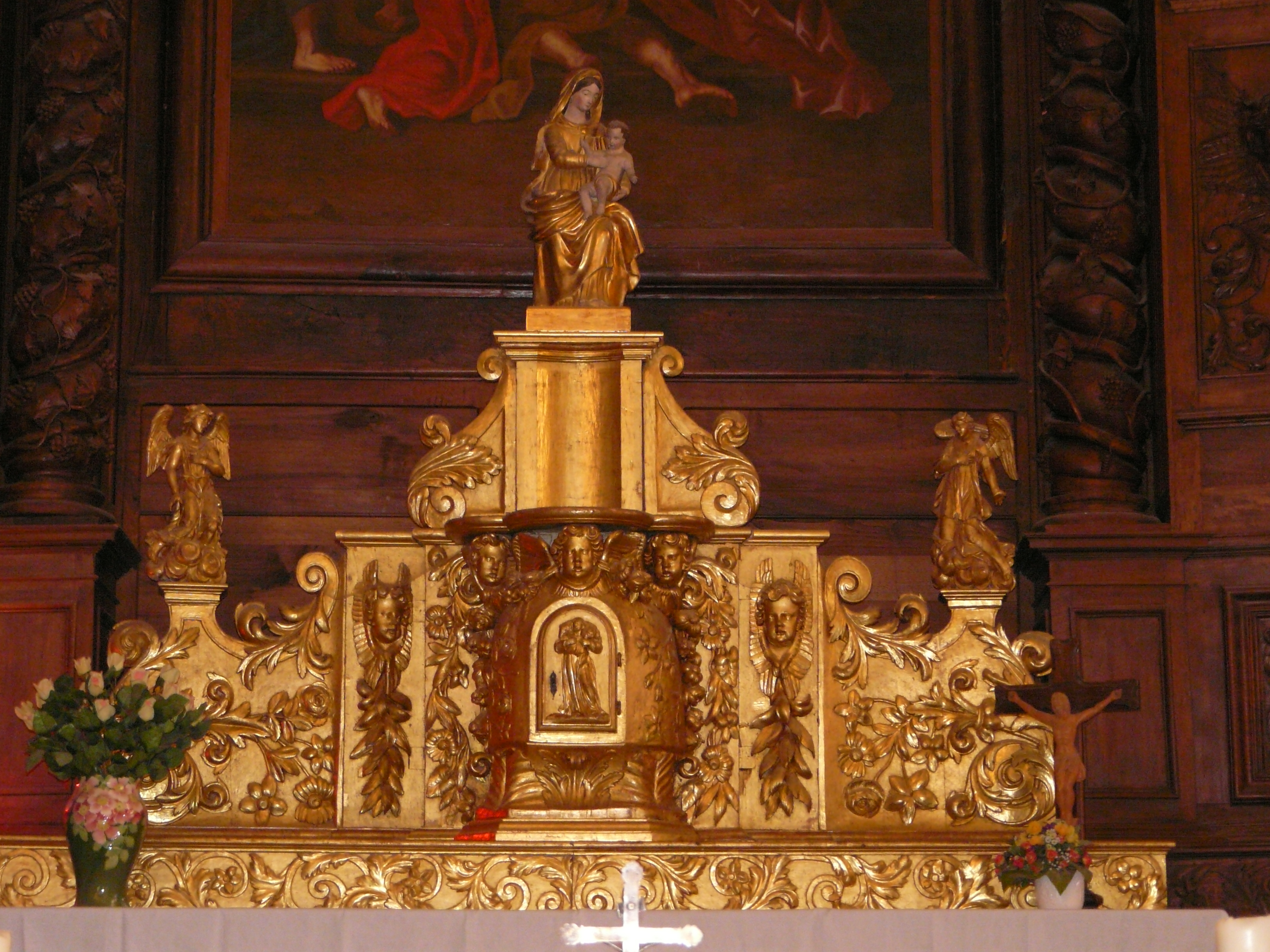
Le tabernacle.